# Río Clinch
El río Clinch  (en inglés: Clinch River, lit. 'río remache') es un largo río de Estados Unidos, uno de los mayores afluentes del curso alto del río Tennessee que discurre por los estados de Virginia y Tennessee. Tiene una longitud aproximada de 483 km.

## Curso

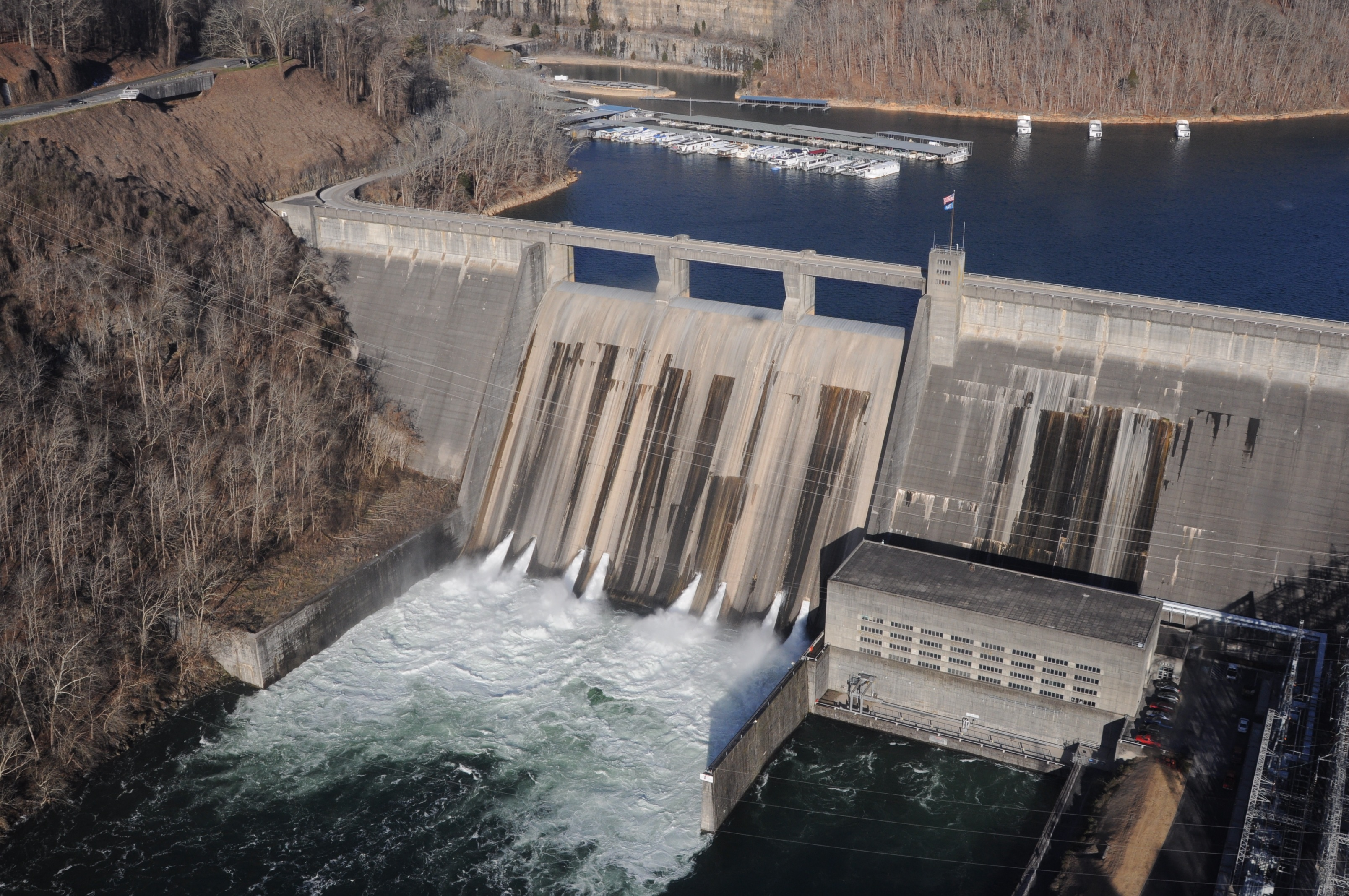
Vista de la presa Norris

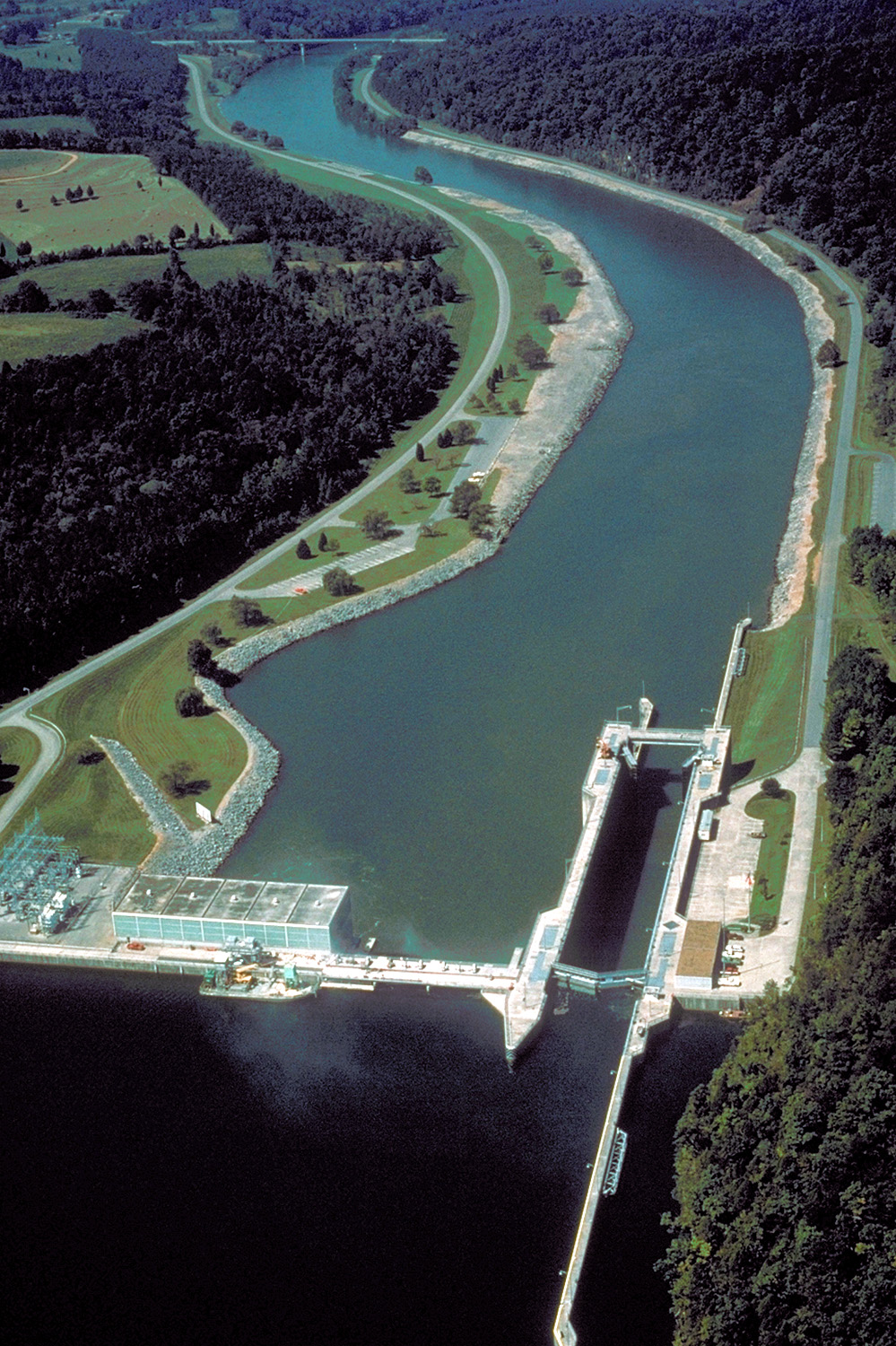
Vista de la presa y esclusa de Melton Hill

El río Clinch nace en la montaña Buckhorn, en el condado de Tazewell, cerca de Tazewell, en el suroeste de Virginia y fluye hacia el suroeste a través del Gran Valle de los Apalaches, recogiendo varios afluentes antes de unirse al río Tennessee en Kingston, en el este de Tennessee.
El río Clinch está represado dos veces: en la presa Norris (con un embalse de 59,6 km²), la primera presa construida en 1936 por la Tennessee Valley Authority (TVA) y en la presa Melton Hill (de 22 km² y construida en 1963), la única presa de la TVA que cuenta con una esclusa de navegación que no se encuentra en el canal principal del río Tennessee.
El principal afluente del Clinch es el río Powell (301 km). Las cuencas de drenaje del Clinch y del Powell están separados por montaña Powell. Los afluentes que entran en el río Clinch a continuación de la presa Norris, pero antes de la presa Melton Hill, son los arroyos Coal (16,6 km), Bull Run y Beaver. El arroyo Poplar y el río Emory desaguan por debajo de la presa Melton Hill.

## Historia
Una península situada en la desembocadura del río Clinch, llamada Southwest Point, fue el sitio de un temprano fuerte fronterizo, Fort Southwest Point, que ha sido reconstruido recientemente. Este sitio fue importante para los nativos americanos ya que en él se sucribió un tratado entre los cheroquis y los colonos blancos, permitiendo que la capital de Tennessee se trasladase allí. La Asamblea General de Tennessee cumplió técnicamente este requisito, permaneciendo la capital en Kingston un único día, y luego votaron para cambiarla a otros lugares.
Algunos nombres antiguos del río fueron «río de Clinch» (Clinch's River) y «río Pelisipi» (River Pelisipi) (y variantes ortográficas como Pelisippi y Pellissippi). El nombre Pellissippi que aparece en algunos mapas tempranos se dice que era el nombre cherokee, que en lengua cherokee significa «aguas sinuosas». (El nombre Pellissippi se ha utilizado a lo largo del Este de Tennessee, por ejemplo, en Pellissippi Parkway y Pellissippi State Community College.)
Una enorme planta de energía de carbón se localiza en el río Clinch en Carbo en el condado de Russell (VA). Fue terminada en 1957 y es propiedad de la Appalachian Power, una parte de American Electric Power. El 25 de junio de 2008, la Junta de Control de Contaminación del Aire del Estado (Air Pollution Control Board) aprobó el permiso para otra planta térmica de carbón, a unos pocos kilómetros fuera de St. Paul, para la Dominion Virginia Power.
La contaminación de la minería en la región ha causado gran preocupación entre los ambientalistas debido a que varias especies raras habitan el río. Algunos mejillones han sido reintroducidos en Cleveland (Virginia), una zona de fuera del estado a principios de 2000 después de que la contaminación en el siglo XX acabase con gran parte de la población.
En 2008, una gran liberación de cenizas volantes de la Planta de Combustibles Fósiles Kingston TVA (TVA Kingston Fossil Fuel Plan) depositó cenizas volantes en la parte inferior del río por debajo de la confluencia del río Emory.

## Ecología
El río Clinch aguas arriba de Clinton (TN) (en la cola del embalse Norris) es abastecido con trucha arco iris y trucha marrón por la Agencia de Recursos de Vida Silvestre de Tennessee (Tennessee Wildlife Resources Agency).
Antes de ser represado, el río Clinch fue un importante productor de mejillón de agua dulce y de perlas de agua dulce. Los ríos de las vertientes de los montes Apalaches meridionales son todavía notables por su inusualmente rica biodiversidad de mejillón de agua dulce. Los mejillones fueron una importante fuente de alimento para los nativos americanos y más tarde fueron utilizados por los colonos como cebo y alimentación de los cerdos. La industria de la perla de agua dulce prosperó a lo largo de los Apalaches del sur a finales del siglo XIX y principios del siglo XX. El río Clinch y el río Emory fueron considerados el corazón económico de la industria de la perla, y del estado de Tennessee, que fue uno de los seis principales estados productores de perlas. Las industrias basadas en el mejillón comenzaron a declinar en el siglo XX y fueron eliminadas eficazmente por las presas construidas por la TVA. La primera gran presa del río Tennessee fue la presa Wilson, construida en el sitio conocido como Muscle Shoals, en referencia a los mejillones de agua dulce de la región. La presa Norris y el embalse Norris en el río Clinch inundaron otra de las áreas del mejillón cerca de la isla de Young.

## Recreación
Hay varios parques estatales y locales a lo largo del río Clinch, tanto en Tennessee como en Virginia. Los parques estatales de Tennessee son:
- parque estatal Big Ridge (Big Ridge State Park)
- parque estatal Presa Norris (Norris Dam State Park)
- bosque estatal Chuck Swan (Chuck Swan State Forest)